# Eurovision Song Contest 1995
La quarantesima edizione dell'Eurovision Song Contest si è svolta presso il Point Theatre di Dublino, in Irlanda, il 13 maggio 1995.
L'edizione è stata organizzata per la sesta volta dall'emittente irlandese Raidió Teilifís Éireann (RTÉ), che ha trasmesso l'evento dal vivo Eurovisione. La serata è stata condotta da Mary Kennedy.
I vincitori furono i Secret Garden con Nocturne per la Norvegia, giunta alla sua seconda vittoria.

## Storia

### Organizzazione

#### Produzione e presentazione
Dopo la vittoria di Paul Harrington e Charlie McGettigan all'Eurovision Song Contest 1994, l'emittente irlandese Raidió Teilifís Éireann (RTÉ) non era certa di poter ospitare per il terzo anno consecutivo la manifestazione, tanto che l'emittente britannica BBC si era proposta per collaborare e organizzare l'evento a Belfast, capitale dell'Irlanda del Nord. RTÉ declinò l'offerta e si prese in carico l'organizzazione del festival, richiedendo però che in caso di un'ulteriore vittoria l'Eurovision Song Contest venisse organizzato da qualche altro membro dell'Unione europea di radiodiffusione. L'emittente scelse di organizzare l'evento presso il Point Theatre di Dublino, già utilizzato per l'edizione precedente.
Per la seconda volta negli anni '90 della manifestazione la conduzione della serata fu affidata ad un'unica presentatrice, l'irlandese Mary Kennedy. La serata finale si aprì con le parole: "Raidió Teilifís Éireann è lieta di accogliervi nuovamente presso il Point Theatre di Dublino per ciò che ormai è diventato l'annuale Eurovision Song Contest dell'Irlanda".
Il danese Christian Clausen è stato per il terzo anno consecutivo il supervisore esecutivo dell'evento, che è stato diretto da John Comiskey e prodotto da John McHugh. La scenografia è stata curata da Alan Farquharson, già responsabile della scenografia dell'Eurovision Song Contest 1993.

### Partecipanti
Per evitare di sforare i tempi della finale, l'UER scelse di mantenere il sistema di relegazione già utilizzato per l'edizione del 1994, eliminando i sette paesi con i punteggi più bassi nell'edizione precedente. Pertanto furono costretti a ritirarsi: Estonia, Finlandia, Lituania, Paesi Bassi, Romania, Slovacchia e Svizzera. Di contro ritornarono in gara i paesi eliminati l'anno precedente: Belgio, Danimarca, Israele, Slovenia e Turchia.

### Struttura di voto
Ogni paese tramite una propria giuria di esperti ha premiato con dodici, dieci, otto e dal sette all'uno punti le proprie dieci canzoni preferite.

## Orchestra
- Austria: Michael F. Kienzl;
- Belgio: Alec Mansion;
- Bosnia ed Erzegovina: Sinan Alimanović;
- Cipro: Giōrgos Theofanous;
- Croazia: Stipica Kalogjera;
- Danimarca: Frede Ewert;
- Francia: Michel Bernholc;
- Germania: Hermann Weindorf;
- Grecia: Charīs Andreadīs;
- Irlanda/ Polonia: Noel Kelehan;
- Islanda: Frank McNamara;
- Israele: Gadi Goldman;
- Malta: Ray Agius;
- Norvegia: Geir Langslet;
- Portogallo: Thilo Krasmann;
- Regno Unito: Mike Dixon;
- Russia: Michail Finberg;
- Slovenia: Jože Privšek;
- Spagna: Eduardo Leiva;
- Svezia: Anders Berglund;
- Turchia: Melih Kibar;
- Ungheria: Miklós Malek.

## Stati partecipanti

Paesi partecipanti
Paesi che hanno partecipato in passato ma non hanno partecipato nel 1995

Paesi partecipanti
     Paesi che hanno partecipato in passato ma non hanno partecipato nel 1995
| Stato                   | Artista               | Brano                        | Lingua     | Processo di selezione                                      |
| ----------------------- | --------------------- | ---------------------------- | ---------- | ---------------------------------------------------------- |
| Austria                 | Stella Jones          | Die Welt dreht sich verkehrt | Tedesco    | Interno                                                    |
| Belgio                  | Frédéric Etherlinck   | La voix est libre            | Francese   | Eurosong 1995                                              |
| Bosnia ed Erzegovina    | Davorin Popović       | Dvadeset prvi vijek          | Bosniaco   | BH Eurosong 1995                                           |
| Cipro                   | Alexandros Panayi     | Sti Fotia                    | Greco      | Finale nazionale                                           |
| Croazia                 | Magazin & Lidija      | Nostalgija                   | Croato     | Dora 1995, 12 marzo 1995                                   |
| Danimarca               | Aud Wilken            | Fra Mols til Skagen          | Danese     | Dansk Melodi Grand Prix 1995, 25 marzo 1995                |
| Francia                 | Nathalie Santamaria   | Il me donne rendez-vous      | Francese   | Interno                                                    |
| Germania                | Stone & Stone         | Verliebt in Dich             | Tedesco    | Interno                                                    |
| Grecia                  | Elina Kōnstantopoulou | Pia prosefhi                 | Greco      | Interno                                                    |
| Irlanda (organizzatore) | Eddie Friel           | Dreamin'                     | Inglese    | Eurosong 1995, 12 marzo 1995                               |
| Islanda                 | Björgvin Halldórsson  | Núna                         | Islandese  | Interno                                                    |
| Israele                 | Liora                 | Amen                         | Ebraico    | Kdam Eurovision 1995                                       |
| Malta                   | Mike Spiteri          | Keep Me in Mind              | Inglese    | Malta Song for Europe 1995                                 |
| Norvegia                | Secret Garden         | Nocturne                     | Norvegese  | Melodi Grand Prix 1995, 1º aprile 1995                     |
| Polonia                 | Justyna Steczkowska   | Sama                         | Polacco    | Interno                                                    |
| Portogallo              | Tó Cruz               | Baunilha e chocolate         | Portoghese | Festival da Canção 1995, 7 marzo 1995                      |
| Regno Unito             | Love City Groove      | Love City Groove             | Inglese    | A Song For Europe 1995, 31 marzo 1995                      |
| Russia                  | Filipp Kirkorov       | Kolybelnaya dlya vulkana     | Russo      | Interno                                                    |
| Slovenia                | Darja Švajger         | Prisluhni mi                 | Sloveno    | Slovenski izbor za pesem Evrovizije 1995, 18 febbraio 1995 |
| Spagna                  | Anabel Conde          | Vuelve conmigo               | Spagnolo   | Interno                                                    |
| Svezia                  | Jan Johansen          | Se på mig                    | Svedese    | Melodifestivalen 1995, 24 febbraio 1995                    |
| Turchia                 | Arzu Ece              | Sev                          | Turco      | Finale nazionale, 18 marzo 1995                            |
| Ungheria                | Csaba Szigeti         | Új név a régi ház falán      | Ungherese  | Interno                                                    |

## Finale
La serata finale si è aperta con un cortometraggio di 1:30 minuti intitolato A Day in the Life of Ireland seguito da un video di tre minuti che ha ripercorso i 40 anni di storia dell'Eurovision Song Contest in occasione della 40ª edizione della manifestazione. Erano inoltre presenti come ospiti due vincitori irlandesi del festival, ossia Dana (1970) e Johnny Logan (1980 e 1987). Essendo stato inoltre il compleanno di quest'ultimo il pubblico in sala ha cantato Happy Birthday to You con l'accompagnamento dell'orchestra.
Si esibirono nell'intervallo i Clannad e Brian Kennedy, con musiche composte da Mícheál Ó Súilleabháin.
| N° | Stato                | Artista               | Brano                        | Punti | Posizione |
| -- | -------------------- | --------------------- | ---------------------------- | ----- | --------- |
| 01 | Polonia              | Justyna Steczkowska   | Sama                         | 15    | 18°       |
| 02 | Irlanda              | Eddie Friel           | Dreamin’                     | 44    | 14°       |
| 03 | Germania             | Stone und Stone       | Verliebt in Dich             | 1     | 23°       |
| 04 | Bosnia ed Erzegovina | Davor Popović         | Dvadest prvi vijek           | 14    | 19°       |
| 05 | Norvegia             | Secret Garden         | Nocturne                     | 148   | 1°        |
| 06 | Russia               | Filipp Kirkorov       | Kolybelnaya dlya vulkana     | 17    | 17°       |
| 07 | Islanda              | Bo Halldórsson        | Núna                         | 31    | 15°       |
| 08 | Austria              | Stella Jones          | Die Welt dreht sich verkehrt | 67    | 13°       |
| 09 | Spagna               | Anabel Conde          | Vuelve conmigo               | 119   | 2°        |
| 10 | Turchia              | Arzu Ece              | Sev                          | 21    | 16°       |
| 11 | Croazia              | Magazin & Lidija      | Nostalgija                   | 91    | 6°        |
| 12 | Francia              | Nathalie Santamaria   | Il me donne rendez-vous      | 94    | 4°        |
| 13 | Ungheria             | Csaba Szigeti         | Új név a régi ház falán      | 3     | 22°       |
| 14 | Belgio               | Frédéric Etherlinck   | La voix est libre            | 8     | 20°       |
| 15 | Regno Unito          | Love City Groove      | Love City Groove             | 76    | 10°       |
| 16 | Portogallo           | Tó Cruz               | Baunilha e chocolate         | 5     | 21°       |
| 17 | Cipro                | Alexandros Panayi     | Sti fotia                    | 79    | 9°        |
| 18 | Svezia               | Jan Johansen          | Se på mig                    | 100   | 3°        |
| 19 | Danimarca            | Aud Wilken            | Fra Mols til Skagen          | 92    | 5°        |
| 20 | Slovenia             | Darja Švajger         | Prisluhni mi                 | 84    | 7°        |
| 21 | Israele              | Liora                 | Amen                         | 81    | 8°        |
| 22 | Malta                | Mike Spiteri          | Keep Me in Mind              | 76    | 10°       |
| 23 | Grecia               | Elina Kōnstantopoulou | Pia prosefhi                 | 68    | 12°       |

12 punti
| N. | A           | Da                                                    |
| -- | ----------- | ----------------------------------------------------- |
| 6  | Norvegia    | Grecia, Islanda, Polonia, Portogallo, Russia, Turchia |
| 3  | Croazia     | Malta, Slovenia, Spagna                               |
| 3  | Svezia      | Danimarca, Germania, Irlanda                          |
| 2  | Danimarca   | Norvegia, Svezia                                      |
| 2  | Malta       | Bosnia e Erzegovina, Croazia                          |
| 2  | Regno Unito | Austria, Francia                                      |
| 2  | Spagna      | Belgio, Israele                                       |
| 1  | Cipro       | Ungheria                                              |
| 1  | Grecia      | Cipro                                                 |
| 1  | Israele     | Regno Unito                                           |